# Marematlou Freedom Party
Die Marematlou Freedom Party (MFP) ist eine Partei in Lesotho. Ein Vorläufer wurde 1956 als zweite Partei des Landes gegründet. Die Partei blieb bis auf einige Wochen im Jahr 1994 in der Opposition.

## Geschichte
1956 gründete morena Seepheephe Samuel Matete mit anderen Mitgliedern des Bafokeng-Clans die monarchistische Partei Marema Tlou, deutsch wörtlich „Die, die Elefanten mit einer Axt schlagen“. Es gelang der Partei 1960, den traditionellen morena und späteren König Constantine Bereng Seeiso als morena e moholo, also traditionelles Oberhaupt, anerkennen zu lassen. Bei der Wahl 1960 gewann sie fünf der 40 Mandate. 1962 schloss sich Marema Tlou mit der 1961 gegründeten konservativen Basutoland Freedom Party zusammen. Deren Anführer war Bennett Makalo Khaketla.
Bei der Wahl 1965 gewann die MFP unter Führung von Seth Makotoko vier der 60 Sitze in der Nationalversammlung und wurde so drittstärkste Partei. Die MFP war stärker eingeschätzt worden, nach Gewalttätigkeiten durch einen MFP-nahen morena in Rothe war aber ein Teil des Parteivorstands inhaftiert worden. Im Jahr 1970, bei der ersten Wahl nach der Unabhängigkeit, erhielt die Partei offenbar einen Sitz. Die Auszählung wurde von der damaligen Regierung unter Leabua Jonathan von der Basotho National Party abgebrochen, da seine Abwahl drohte.
Nach dem Militärputsch vom 20. Januar 1986 wurden die Aktivitäten aller Parteien verboten. Khaketla erhielt jedoch vom Militärrat ein Ministeramt. Bei der Wahl 1993 gaben 1,4 % der Wähler der MFP ihre Stimme; wegen des Mehrheitswahlrechts erhielt sie aber keinen Sitz. 1994 putschten König Letsie III. und Teile der Armee und installierten für wenige Wochen eine Regierung, der mehrere MFP-Minister angehörten. Bei den freien Parlamentswahlen 2002, 2007 und 2012 erhielt die MFP über das Verhältniswahlrecht je einen der 120 Sitze. 2012 betrug ihr Stimmenanteil 0,6 %. Die MFP unterstützte fortan die Koalitionsregierung, die von der All Basotho Convention geführt wurde. Bei der Wahl 2015 behielt die MFP ihr Mandat. Fortan gehörte sie einer Koalition unter Führung des Democratic Congress an. Bei der Wahl 2017 konnte sie ihren Sitz knapp halten, schied aber aus der Regierung aus.

## Programm und Struktur
Das Motto der MFP ist Khotso ke nala, „Frieden ist Wohlstand“.